# Língua hidatsa
Hidatsa /hɪˈdɑːtsə/ é uma língua Sioux ameaçada de extinção relacionada à língua crow. É falado pela tribo Hidatsa, principalmente em Dakota do Norte e Dakota do Sul, Estados Unidos.
Uma descrição da cultura Hidatsa-Mandan, incluindo uma gramática e vocabulário da língua, foi publicada em 1877 por Washington Matthews, médico do governo que viveu entre os Hidatsa na Reserva Indiana de Fort Berthold]].
Mais recentemente, a língua tem sido objeto de trabalho na tradição degramática generativa.

## Morfologia

### Gênero
No Hidatsa, o uso de palavras diferentes cria uma divisão entre masculino e feminino. As palavras podem ficar sozinhas ou ser adicionadas a palavras comuns de gênero.
Substantivos do gênero masculino: 'matsé' ('homem'), ṡikàka ('jovem'), 'itàka' ('velho'), os termos usados nas relações masculinas ('itsùka', 'idìṡi' etc.) ) e seus compostos (como 'makadiṡta-maste' e 'itakaḣe') são os substantivos masculinos dos seres humanos. A palavra 'kedapi' por si só significa "touro", mas designa a masculinidade de qualquer um dos animais inferiores em sua forma de sufixo, com ou sem a interposição do advérbio 'adu'.
Substantivos do gênero feminino: 'mia' ('mulher'), kaduḣe ('velha'), os termos usados nas relações femininas ('idu', 'itakiṡa' etc.) e seus compostos (como 'miakaza' , que significa "uma jovem mulher") são substantivos femininos para humanos. A palavra 'mika', que significa "égua", a designação para as fêmeas dos animais inferiores, com ou sem a interposição de 'adu'.

### Número
Os substantivos Hidatsa não mudam de forma para marcar a diferença entre o singular e o plural. Sabe-se que alguns substantivos são singulares ou plurais apenas do significado original da palavra ou de como são usados em uma frase. Em outros casos, adjetivos numéricos ou adjetivos como ahu ('muitos'), etsa ('todos') e kauṡta ('poucos') são as únicas indicações em número discernente.

### Pessoa
Existem cinco pronomes simples: 'ma' e 'mi', às vezes contratados para 'm', referem-se à primeira pessoa; 'da' e 'di', às vezes contratados para 'd', para a segunda pessoa; e 'i' para a terceira pessoa. Eles são normalmente incorporados em outras palavras, mas podem se destacar por repetição ou ênfase.
'Ma' e 'da' são as formas nominativas apropriadas, sendo usadas em verbos transitivos, mas também podem ser usadas como nominativas de certos verbos intransitivos em um sentido ativo, como 'amaki' ("ele senta" ) e 'adamaki' ("você senta"). Eles também podem ser prefixados, com sufixo ou inseridos em verbos, como 'kikidi' ("ele caça"), 'dakikidi' ("você caça") e 'amakakạṡi' ("eu escrevo").
Ma' ("meu") é usado no caso possessivo e é prefixado ao substantivo para indicar o possuído, em possessão 'íntima ou intransferível'; exemplos incluem palavras como 'maṡạki' ("minha mão"), da palavra original 'saki' ("mão").

### Modos
Existem três modos no Hidatsa: infinitivo, indicativo e imperativo. Eles são mostrados nas conjugações de verbos.
O infinitivo é o mesmo que a terceira pessoa indicativa, que é a forma simples do verbo. No entanto, verbos finitos são muito mais usados na fala. Por exemplo, "eu tento tossir" seria produzido como 'mahua mamahets' ("tusso, tento") em vez de 'hua mamahets' ("tossir, tento)"). Na terceira pessoa, não há distinção entre os modos infinitivo e indicativo.
A forma simples do verbo é a terceira pessoa indicativa; é modificado por pronomes incorporados para a primeira e a segunda pessoas.
O modo imperativo tem cinco formas. A primeira forma usa a mesma forma que a segunda pessoa indicativa, que usa verbos que incorporaram pronomes com sufixo. A segunda é feita pelo final 'i' ou 'e' do infinitivo para 'a' ou usando um final infinitivo em a ou u. O terceiro é formado ao eliminar o "i" final dos verbos que terminam em "ki" e às vezes daqueles que terminam em "ti". A quarta forma adiciona o 'da' auxiliar à segunda forma do imperativo, geralmente colocada após o verbo. A quinta forma é feita adicionando 'diha' em vez de 'da'. As quarta e quinta formas são usadas quando se deseja o cumprimento imediato do pedido.

### Tempos
No Hidatsa, existem duas conjugações distintas de verbos relacionados ao tempo: um para o indefinido e outro para o futuro. O tempo indeterminado é mostrado pela forma simples do verbo, com ou sem os pronomes incorporados, e é usado para o tempo passado e presente.
No tempo futuro, modo indicativo, 'mi' e 'miha' são adicionados ao indefinido para a primeira pessoa, 'di' e 'diha' para a segunda pessoa. Na terceira pessoa, o formulário é o mesmo que no indefinido.

### Locativos
A maioria dos advérbios de lugar é formada de substantivos com o sufixo das preposições 'du', 'ha', 'ka', 'koa' e 'ta'. Alguns exemplos incluem 'dumàta' ("no meio"), 'dumàtadu' ("no meio"), 'dumàtaka' ("no meio"), 'dumàtakoa' ("no meio") e 'dumàtata' ( "virado na direção do meio"). As palavras formadas são usadas da mesma maneira que os advérbios ingleses 'windward' e 'forward'.

### Ordem das palavras
No Hidatsa, a ordem das palavras é Ssujeito-Objeto-Verbo.

### Verbos não conjugados
Como não há verbos de ligação no Hidatsa, todos os adjetivos, advérbios e substantivos usados como predicados de substantivos são considerados verbos intransitivos. Eles não sofrem uma mudança de forma para indicar diferentes modos e tempos. Eles podem usar os pronomes incorporados 'mi' e 'di' para os nominativos, que são prefixados. Os verbos que começam com consoantes geralmente são prefixados na íntegra: 'liié' ("velho, ser velho") e 'liie' ("ele, ela, ou é ou era velho" ou "você é ou era velho"). Antes dos verbos que começam com vogais, os pronomes são frequentemente contraídos.
Os verbos transitivos usados na terceira pessoa ou impessoalmente no sentido passivo, com pronomes no caso objetivo prefixados, também parecem verbos intransitivos não conjugados.

### Casos
Os substantivos Hidatsa não são flexionados para indicar caso, exceto (discutivél) no possessivo. A posse é mostrada pelo uso de pronomes possessivos, que estão antes do substantivo possuído. Eles são considerados prefixados. Dois tipos de posses são indicados na Hidatsa: posse íntima (ou intransferível), como partes do corpo, relacionamentos e qualquer outra coisa que não possa ser abandonada; exemplos são as palavras 'idakoa' ("amigo ou camarada") e 'iko'pa' ("amigo ou camarada"). A posse inicial é mostrada pelos pronomes possessivos simples 'i', 'di' e 'ma', bem como pelas contrações 'm' e 'd': 'ạki' ("mão") pode se transformar em 'iṡạki' (" a mão dele ou dela ") 'diṡạki' (" sua mão ") e 'maṡạki' (" minha mão ").
O outro tipo, posse adquirida, indica posse transferível, qualquer coisa que possa ser dada a outro. É mostrado pelos pronomes possessivos compostos 'ita', 'dita' e 'mata'. Todos eles são formados adicionando '-ta' aos pronomes simples: 'midaki' ("um escudo"), 'itamidaki', ("seu escudo"), 'ditamidaki', ("seu escudo"), 'matamidaki' , ("meu escudo").
A posição de uma palavra em uma frase e a conjugação do verbo a seguir geralmente mostram se está no caso nominativo ou objetivo. Muitas vezes, é inconfundível no contexto.

## Uso
Pela Escala Gradual de Intergerações Intergeracionais, originalmente proposta pelo lingüista Joshua Fishman em 1991, o status do idioma está no nível 7, ou 'Mudança': "A geração de filhos pode usar o idioma entre si, mas não está sendo transmitida. para crianças."
Uma pesquisa do linguista Victor Golla em 2007 descobriu que de uma população étnica de 600, apenas 200 pessoas são capazes de falar Hidatsa. Existem 6 falantes monolíngues, e apenas 50 falam a língua de maneira semi-fluente; os falantes mais proficientes têm 30 anos ou mais e as crianças estão familiarizadas com o idioma apenas de passagem. As conversas em Hidatsa ocorrem principalmente entre idosos na privacidade do lar. A revitalização ainda é possível, pois um bom número de falantes tem idade para vri a  ter filhos, mas a ênfase no ensino da língua Hidatsa deve ser mantida enquanto isso pode dar resultados.

## Sacagawea
Os linguistas que trabalham na Hidatsa desde a década de 1870 consideraram o nome de Sacagawea, um guia e intérprete da expedição de Lewis e Clark, como sendo de origem Hidatsa. O nome é um composto de dois substantivos comuns  do Hidatsa,  cagáàga   tsaɡáàɡa 'pássaro' e  míà  { {IPA | [míà]}} 'mulher'. O composto é escrito como  Cagáàgawia  'Mulher pássaro' na moderna ortografia Hidatsa pronuncia-se tsaɡáàɡawia ( / m / é pronunciado  [w] entre vogais em Hidatsa. O duplo  / aa / no nome indica um padrão de vogal longa e o diacrítico indica tom descendente. Hidatsa é uma linguagem de acento agudo que não possui tonicidade; portanto, todas as sílabas em  [tsaɡáàɡawia] são pronunciadas com aproximadamente a mesma ênfase relativa. No entanto, a maioria dos falantes de inglês percebe a sílaba acentuada (o longo é  / aa /) como enfatizado. Na tradução fiel do nome  Cagáàgawia  para outras línguas, é aconselhável enfatizar a segunda, longa, sílaba, não a última, como é comum em inglês.

## Fonologia

### Vogais
|          | Curta     | Curta    | Longa     | Longa |
| Anterior | Posterior | Anterior | Posterior |       |
| -------- | --------- | -------- | --------- | ----- |
| Fechada  | i         | u        | iː        | uː    |
| Medial   |           |          | eː        | oː    |
| Aberta   | a         | a        | aː        | aː    |
| Ditongo  |           |          | ia        | ua    |

Hidatsa tem cinco vogais e dois ditongos. Não há vogais nasais, no que difere de outras línguas sioux. (Boyle 2007) O / a / vogal tem três sons. O longo 'a:' soa como o 'a' na palavra em inglês, 'father';  'Tem o som do 'a'na palavra em inglês 'what'; e um som obscuro, 'a', que representa o som curto de 'u'em inglês, como na palavra 'fun'.
O / e / vogal também possui três sons. Não marcado 'e' tem o som em inglês 'ai', como a sílaba inicial na palavra 'air'; 'Tem o som curto inglês 'e', como na palavra' den '; 'E:' tem o som do inglês longo 'e', como o som do 'e' em 'they'.
O / i / vogal possui apenas dois sons. O 'i' Hidatsa soa como o curto 'i' em inglês, como na palavra 'pin'; o longo 'i:' soa como o inglês 'i' na palavra 'marine'. Os / o / e / u / vogais têm um som cada, o 'o' na palavra em inglês 'bone' e o 'u' na palavra em inglês 'tune', respectivamente. (Matthews 1877) Os / e / e / o / vogais são raros e aparecem como sons longos. A extensão, conforme demonstrado na tabela acima, é fonemicamente distinta. Há evidências disso em alguns pares mínimos e quase mínimos no idioma: 
(1)	e/e:
gáre		/káre/		‘insistir em’
garée      	/karé:/		‘vomitar’
(2)	a/a:
miŕa		/wiŕa/           	‘madeira’
miíraa		/wiíra:/		‘ganso’
(3)	i/i:
máashii	/wáaši:/	‘holy story’
máashi		/wáaši/		‘comprar, empregar (trabalho)’

### Consoantes
Hidatsa tem somente 10 sons consoantes:
|           | Labial | Alveolar | Palatal | Velar | Glotal |
| --------- | ------ | -------- | ------- | ----- | ------ |
| Plosiva   | p      | t        |         | k     | (ʔ)    |
| Fricativa |        |          | š (sh)  | x     |        |
| Nasal     | [m]    | [n]      |         |       |        |
| Africada  |        | c        |         |       |        |
| Sonorante | w      | r        |         |       | h      |

Diferentemente das línguas sioux do vale do Mississippi, a Hidatsa não possui as oclusivas glotizadas ou aspiradas do Proto-Sioux. Possui apenas uma série de oclusivas orais surdas, / p, t, k /, que são ditas intervocalicamente como [b, d, g]. Hidatsa tem uma africada surda, / c /. As duas fricativas, / š / e / x /, são surdas quando não são aspiradas. Eles não são duplicadas entre vogais.
A Hidatsa possui três sonorantes: duas como semivogais, / w / e / r /, além de / h /. Essas são percebidas como [m] e [ŋ] após uma pausa, com mais frequência no início de uma palavra.